# Claude Tresmontant
Claude Émile Pierre Tresmontant (París, 5 de agosto de 1925 – Suresnes, 16 de abril de 1997) fue un filósofo, helenista, hebraísta y teólogo francés.

## Biografía
Enseñó filosofía medieval y filosofía de la ciencia en la Sorbona. Fue miembro de la Academia de Moral y Ciencia Política. Se le otorogó el premio Maxmilien-Kolbe 1973 y el Gran Premio de la Academia de Moral y Ciencia Política por todas sus obras en 1987.

## Filosofía
Cristiandad es para él una "teoría general de la realidad". Nos explica la existencia de lo que hay, en comparación con la ciencia experimental, la cual nos ayuda a reconocer su naturaleza. Estaba seguro de que la razón humana puede probar la existencia de Dios". Por la Teología, basados en la Palabra de Dios, necesitamos probar dos premisas:
1. Hay un ser absoluto, trascendental, creador del Cielo y de la Tierra, le podemos llamar Dios;
2. Este Ser nos ha hablado, revelado... (La historia de la creación y el sentido del Universo)

Encuentra razones para la existencia de Dios en cuatro análisis: astrofísico (¿por qué existe el espacio?), bioquímico (¿por qué los genes llevan información?), genético (¿por qué la información genética aumenta?) y antropológico (¿por qué hay seres humanos?). 
El Señor Jesucristo, comparado a eso en nuestro Paleocórtex (Cristo en la Historia).
Se entristecía por el Cristianismo antirracionalista moderno, que llamaba "patología de la Cristiandad".

## Obras
- L'activité métaphysique de l'intelligence et la théologie, 1996, O.E.I.L., ISBN 2-86839-393-4 ;
- Apocalypse de Jean, 1984 (reedición en 2005), O.E.I.L. ;
- Le Bon et le Mauvais - Christianisme et politique, 1996, O.E.I.L. ;
- Le Christ hébreu, présentation et imprimatur de Jean-Charles Thomas,1983 (reedición en 1992), O.E.I.L. ;
- La Christologie du bienheureux Jean Duns Scot, l'Immaculée Conception et l'avenir de l'Église, 1997, Seuil ;
- Comment se pose aujourd'hui le problème de l'existence de Dieu, 1966 (reedición en 2002), Seuil ;
- La Crise moderniste, 1979 (réédition 1988), Seuil ;
- La Doctrine morale des prophètes d'Israël, 1958, Seuil ;
- Enquête sur l'Apocalypse : auteur, datation, signification, 1994, O.E.I.L. ;
- L'Enseignement de Ieschoua de Nazareth, 1970 (reedición en 1980), Seuil ;
- Essai sur la connaissance de Dieu, 1959, CERF;
- Essai sur la pensée hébraïque, 1953 (reedición en 1956), O.E.I.L. ;
- Études de métaphysique biblique, 1955 (reedición en 1998), O.E.I.L. ;
- Évangile de Jean, 1984, O.E.I.L.;
- Évangile de Luc, 1987, O.E.I.L. ;
- Évangile de Marc, 1988, O.E.I.L. ;
- Évangile de Matthieu, 1986 (réédition 1996), O.E.I.L. ;
- Les Évangiles : Jean, Matthieu, Marc, Luc, 1991 (reedición en 2007), O.E.I.L. ;
- La Finalité de la Création, le salut et le risque de perdition, 1996, O.E.I.L. ;
- L'Histoire de l'Univers et le sens de la Création, 1985 (reedición en 2006), O.E.I.L. ;
- Les Idées maîtresses de la métaphysique chrétienne, 1962, Seuil ;
- Introduction à la métaphysique de Maurice Blondel, 1963, Seuil ;
- Introduction à la pensée de Teilhard de Chardin, 1956, Seuil ;
- Introduction à la théologie chrétienne, 1974, Seuil ;
- Judaïsme et christianisme, 1996, O.E.I.L. ;
- Les Malentendus principaux de la théologie, 1990 (reedición en 2007), O.E.I.L. ;
- Maurice Blondel. Lucien Laberthonnière. Correspondance philosophique, 1961, O.E.I.L. ;
- La Métaphysique du christianisme et la Crise du XIIIe siècle, 1964, Seuil ;
- La Métaphysique du christianisme et la Naissance de la philosophie chrétienne, prix Emmanuel Mounier, 1961 (reedición en 1968), Seuil ;
- Les Métaphysiques principales : essai de typologie, 1989, O.E.I.L. ;
- La Mystique chrétienne et l'Avenir de l'homme, 1977, Seuil ;
- L'Opposition métaphysique au monothéisme hébreu : de Spinoza à Heidegger, 1986, O.E.I.L. ;
- Les Origines de la philosophie chrétienne, 1962, O.E.I.L. ;
- La Pensée de l'Église de Rome. Rome et Constantinople, 1996, O.E.I.L. ;
- Les Premiers éléments de la théologie, François-Xavier de Guibert, 1987, O.E.I.L. ;
- La Prescience de Dieu, la prédestination et la liberté humaine, 1996, O.E.I.L. ;
- Le Problème de la Révélation, 1969, Seuil ;
- Le Problème de l'âme, 1971, Seuil ;
- Le Problème de l'athéisme, 1972, Seuil ;
- Problèmes de notre temps : chroniques, 1991, O.E.I.L ;
- Problèmes du christianisme, 1980, Seuil ;
- Le Prophétisme hébreu, 1982 (reedición en 1997), O.E.I.L. ;
- Quel avenir pour le christianisme ? : "Tâches de la pensée chrétienne aujourd'hui" et autres textes sur la problématique générale du christianisme, 2001, O.E.I.L. ;
- La Question de l'Immortalité de l'Âme, 1996, O.E.I.L. ;
- La Question du miracle : à propos des Évangiles : analyse philosophique, 1992, O.E.I.L. ;
- Saint Paul et le Mystère du Christ, 1956 (réédition 2006), Collection ""Maîtres spirituels", Seuil ;
- Schaoul qui s'appelle aussi Paulus. La théorie de la métamorphose, 1988, O.E.I.L. ;
- Sciences de l'univers et problèmes métaphysiques, 1970, Seuil.